# Coelura strigitermen
Coelura strigitermen är en fjärilsart som beskrevs av Paul Dognin 1913. Coelura strigitermen ingår i släktet Coelura och familjen Uraniidae. Inga underarter finns listade i Catalogue of Life.